# Cystolejeunea
Cystolejeunea là một chi rêu trong họ Lejeuneaceae.